# چاپ بنابر تقاضا

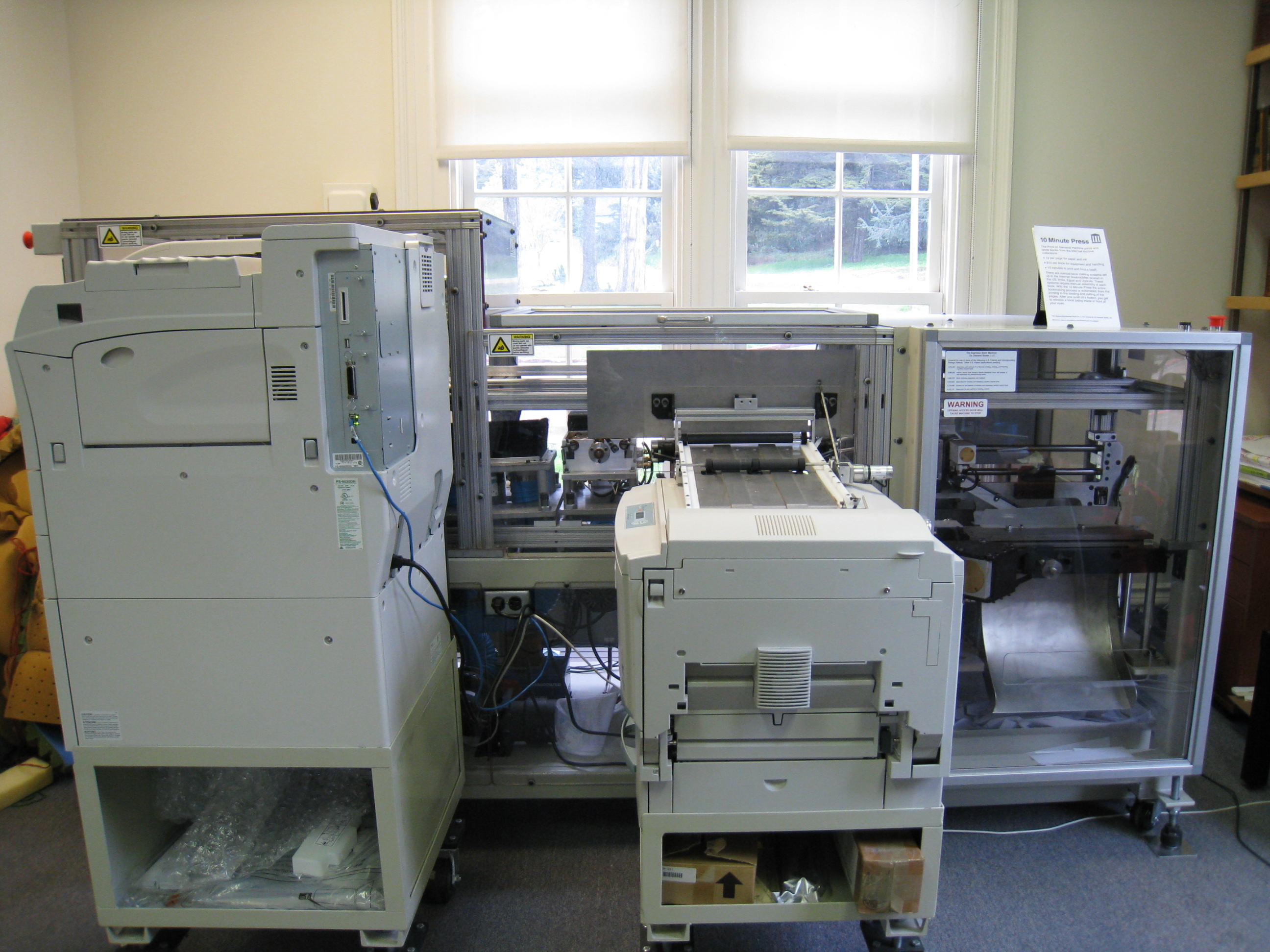
در این تصویر شما می‌توانید محصول چاپی را دریافت کنید که نیاز به خرید یا ایجاد آن شکل گرفته است. در واقع تقاضا سبب شکل گرفتن چاپ کتاب یا هر نوشته و نسخه چاپی می‌شود.

چاپ بنابر تقاضا به روشی در چاپ و کسب و کار گفته می‌شود که بعد از ظهور چاپ دیجیتال مفهوم پیدا کرده‌است. در این روش محصول چاپی بعد از آنکه نیاز به استفاده یا خرید از آن ایجاد شد چاپ می‌شود. یک کتاب در این روش زمانی چاپ می‌شود که مشتری تقاضای خرید آن کتاب را داشته باشد.
در چاپ بنابر تقاضا، هزینه هر نسخه از محصول چاپ شده به تیراژ آن بستگی ندارد و از یک نسخه تا هزار نسخه قیمت محصول چاپی ثابت است.
در واقع با کمک سیستم‌های چاپ بنابر تقاضا یک نسخه چاپ شده نمونه در کتاب فروشی‌ها یا نسخه کتاب الکترونیکی آن در وب سایت‌های مخصوص فروش کتاب مانند آمازون به خوانندگان نشان داده می‌شود تا پس از سفارش آن‌ها چاپ شده و به آدرس آن‌ها ارسال گردد. بدین ترتیب دیگر نیازی به اتلاف حجم وسیعی از کاغذ نبوده، اشکالات موردی کتاب‌ها بدون صرف هزینه و در زمان کوتاه قابل اصلاح می‌باشد. در این روش به دلیل ارسال و نگهداری فایل الکترونیکی کتاب، توزیع کتاب در کتاب فروشی‌های سراسر جهان آسان، سریع و کم هزینه گردیده است. به تازگی امکان چاپ کتاب به زبان فارسی با این روش توسط شرکت آمازون آمریکا فراهم گردیده است.